# Canephora andrewsi
Canephora andrewsi är en fjärilsart som beskrevs av Alfred Ernest Wileman 1911. Canephora andrewsi ingår i släktet Canephora och familjen säckspinnare. Inga underarter finns listade i Catalogue of Life.